# Formelzeichen
Formelzeichen (auch: Größensymbole) sind Symbole, die zur Bezeichnung physikalischer Größen verwendet werden. Gemäß DIN 1304 („Formelzeichen“) und ISO/IEC 80000 („Größen und Einheiten“) besteht ein Formelzeichen aus einem Grundzeichen und bei Bedarf aus Nebenzeichen, z. B. Indizes. Grundzeichen sind lateinische und griechische Groß- und Kleinbuchstaben. Nebenzeichen sind Buchstaben, Ziffern oder Sonderzeichen (z. B. *, ’, ~, ^). Grundzeichen aus mehreren Buchstaben sind nicht zugelassen, außer bei Kenngrößen (Größen der Dimension Zahl) wie z. B. der Reynolds-Zahl {\displaystyle {\mathit {Re}}}.
Die Formelzeichen lehnen sich gelegentlich an englische oder lateinische Fachbegriffe an. Beispielsweise wird eine Kraft häufig mit dem Formelzeichen {\displaystyle F} bezeichnet, das sich vom englischen force oder dem lateinischen fortitudo ableitet.
Im Druck sind nach DIN 1304 und DIN 1313 („Größen“) die Grundzeichen kursiv zu setzen. DIN 1338 („Formelschreibweise und Schriftsatz“) empfiehlt eine Schriftart mit Serifen. Eine solche Schrift beugt beispielsweise der Verwechslung des großen I ({\displaystyle I}) mit dem kleinen l ({\displaystyle l}) vor.

## Teile
| Nummer | Letzter/Aktueller Stand | Titel                                                     |
| ------ | ----------------------- | --------------------------------------------------------- |
| 1304-1 | 1994-03                 | Allgemeine Formelzeichen                                  |
| 1304-2 | 1989-09                 | Formelzeichen für Meteorologie und Geophysik              |
| 1304-3 | 1989-03, zurückgezogen  | Formelzeichen für die elektrische Energieversorgung       |
| 1304-4 | 1986-09, zurückgezogen  | Zusätzliche Formelzeichen für Akustik                     |
| 1304-5 | 1989-09                 | Formelzeichen für die Strömungsmechanik                   |
| 1304-6 | 1992-05, zurückgezogen  | Formelzeichen für die elektrische Nachrichtentechnik      |
| 1304-7 | 1991-01, zurückgezogen  | Formelzeichen für elektrische Maschinen                   |
| 1304-8 | 1994-02                 | Formelzeichen für Stromrichter mit Halbleiterbauelementen |
| 1304-9 | 2003-01                 | Formelzeichen für Ersatzschaltpläne von Schwingquarzen    |

## Anwendungsbeispiele
{\displaystyle R={\frac {U}{I}}} bedeutet: Der elektrische Widerstand {\displaystyle R} ist gleich der elektrischen Spannung {\displaystyle U} dividiert durch die elektrische Stromstärke {\displaystyle I}.
{\displaystyle E=m\cdot c^{2}} bedeutet: Die Energie {\displaystyle E} ist gleich der Masse {\displaystyle m} mal dem Quadrat der Lichtgeschwindigkeit {\displaystyle c}.
Formelzeichen können nur aus einem Grundzeichen bestehen – wie in den vorstehenden Beispielen gezeigt – oder zur weiteren Festlegung der Größe zusätzlich Nebenzeichen enthalten. Beispiele für die elektrische Spannung sind:
{\displaystyle U_{\sim },\,U_{-}}: Wechsel- und Gleichanteil einer Spannung
{\displaystyle {\hat {U}}=U_{\mathrm {s} }={\sqrt {2}}\cdot U_{\mathrm {eff} }}: Scheitelwert und Effektivwert bei sinusförmiger Wechselspannung
{\displaystyle \mathrm {Re} \ {\underline {U}}={\tfrac {1}{2}}({\underline {U}}+{\underline {U}}^{\ast })}: Realteil in komplexer Schreibweise

## Häufig verwendete Sonderzeichen in Verbindung mit Formelzeichen
| Bedeutung                                        | Darstellung                                          | Beispiel                                        |
| ------------------------------------------------ | ---------------------------------------------------- | ----------------------------------------------- |
| Maßeinheit einer Größe                           | eckige Klammern um das Symbol der betreffenden Größe | {\displaystyle [F]}                             |
| Scheitelwert                                     | Zirkumflex, „Dach“                                   | {\displaystyle {\hat {u}}}                      |
| Betrag                                           | Betragsstriche                                       | {\displaystyle \|x\|}                           |
| Mittelwert                                       | Überstrich                                           | {\displaystyle {\overline {v}}}                 |
| Erwartungswert                                   | spitze Klammern                                      | {\displaystyle \langle E\rangle }               |
| in ein anderes Bezugssystem transformierte Größe | Apostroph                                            | {\displaystyle x'}                              |
| erste (zweite) Ableitung nach dem Ort            | ein (zwei) Apostroph(e)                              | {\displaystyle \varphi ',\,\varphi ''}          |
| erste (zweite) Ableitung nach der Zeit           | ein (zwei) Punkt(e) über dem Formelzeichen           | {\displaystyle {\dot {x}},\,{\ddot {x}}}        |
| komplexe Konjugation                             | hochgestelltes Sternchen                             | {\displaystyle \Psi ^{\ast }}                   |
| Vektoren                                         | Pfeil oder Fettdruck                                 | {\displaystyle {\vec {v}},\,{\boldsymbol {v}}}  |
| Matrizen                                         | Unterstrich oder Fettdruck                           | {\displaystyle {\underline {I}},\,\mathbf {I} } |
| Transponierung                                   | hochgestelltes „T“                                   | {\displaystyle A^{\mathsf {T}}}                 |
| Adjungierung                                     | hochgestelltes Kreuz                                 | {\displaystyle A^{\dagger }}                    |